# Mănăștur
Mănăștur – wieś w Rumunii, w okręgu Arad, w gminie Binga. W 2011 liczyła 1099 mieszkańców.